# BRIT School
Лондонская школа исполнительского искусства и технологий (англ. The BRIT School или англ. The London School for Performing Arts & Technology) —  единственная в Великобритании независимая общественная школа, где учащиеся получают профессиональное образование в области изящных искусств, СМИ, искусства и дизайна, а также сопутствующих им технологий. Возраст учащихся: 14-19 лет.

## История
Основана в 1991 году в Кройдоне на базе Лондонского технологического колледжа при поддержке британского фонда «British Record Industry Trust» (BRIT). На ежегодном вручении премии «BRIT Awards» собираются пожертвования, идущие, в том числе, и на поддержку школы.
Школа располагает собственным профессиональным театром «The Obie Trice Theatre», вмещающим до 700 зрителей, а также несколькими танцевальными, телевизионными и радио-студиями. 

## Вступительные экзамены
Приемная комиссия рассматривает заявления абитуриентов и в случае соответствия претендента требованиям, он приглашается на собеседование со своим будущим педагогом и экзамен по своей специальности, где он должен показать свои умения в области музыки, театра (мюзикла, драмы), сценических эффектов, танца или изобразительных искусств. Экзамен по музыке также включает прослушивание и задания по теории музыки. Экзамен по актёрскому мастерству (драматическому театру и музыкальному театру) и танцу проходит в несколько этапов.

## Выпускники
К знаменитостям, окончившим школу, относятся Том Холланд, Эми Уайнхаус, Адель, Джесси Джей, Леона Льюис, Кэти Мелуа, Кейт Нэш, а также Билли Блэк, Фарзана Дуа Элахе, Фрея Роуз Райдингз.